# Israel Stroh
Israel Pereira Stroh (Santos, 6 de setembro de 1986) é um mesatenista paralímpico brasileiro. Representou seu país nos Jogos Paralímpicos de Verão de 2016, no Rio de Janeiro e conseguiu chegar à final, após derrotar Shuo Yan na categoria Individual Classe 7. Se tornou com isso o primeiro brasileiro a subir no pódio no tênis de mesa a subir no pódio em uma Olimpíada ou Paralimpíada.
Natural de Santos, Israel nasceu com paralisia cerebral, que afetou moderadamente seus membros inferiores e de forma leve os membros superiores. Conviveu com a deficiência física sem saber, até que aos 24 anos teve ciência do diagnóstico quando pleiteava uma vaga de emprego. Tempos depois deixou de lado sua carreira jornalística para voltar ao esporte, desta vez para investir na carreira paralímpica.
Como jornalista trabalhou em duas afiliadas da Globo, Diário Lance!, Portal Terra, Federação Paulista de Futebol e fez produções para revistas do Grupo Abril. É natural de Santos, onde reside até hoje